# Cerodontha scirpi
Cerodontha scirpi är en tvåvingeart som först beskrevs av Karl 1926.  Cerodontha scirpi ingår i släktet Cerodontha och familjen minerarflugor. Arten är reproducerande i Sverige. Inga underarter finns listade i Catalogue of Life.